# The Lurking Fear (verhaal)
"The Lurking Fear" is een kort horrorverhaal van de Amerikaanse schrijver H.P. Lovecraft. Lovecraft schreef het verhaal in november 1922. Het werd voor het eerst gepubliceerd als vervolgverhaal in het tijdschrift Home Brew, van januari tot april 1923.

## Inhoud
Het verhaal is in vier hoofdstukken verdeeld.

### I. The Shadow On The Chimney
De verteller, een naamloze journalist, begeeft zich naar Tempest Mountain, waar al meer dan 100 jaar verhalen de ronde doen over een rondspokend kwaad. Op de berg ligt een verlaten landhuis dat ooit toebehoorde aan de Nederlandse familie Martense. Samen met twee mannen genaamd George Bennett en William Tobey brengt hij een nacht door in het betreffende huis. Geen van drieën slagen ze erin de hele nacht wakker te blijven. Wanneer de verteller wakker wordt, blijken George en William verdwenen en ziet hij een demonische schaduw uit de open haard komen.

### II. A Passer In The Storm
De verteller zet zijn onderzoek voort en krijgt hulp van een andere journalist genaamd Arthur Munroe. De twee proberen zo veel mogelijk informatie te achterhalen over het landhuis en de familie Martense. Een zware storm dwingt hen te schuilen in een kleine schuur. Wanneer Arthur even uit het raam kijkt om de schade van een blikseminslag nabij de schuur te inspecteren, wordt hij aangevallen door een wezen dat zijn gezicht geheel wegvreet.

### III. What The Red Glare Meant
In dit hoofdstuk ontdekt de verteller meer over de geschiedenis van de familie Martense. De familie was erg achterdochtig over buitenstaanders en hield er een hoop vooroordelen op na. Alleen Jan Martense was bereid om eens wat van de wereld te gaan zien. In 1754 sloot hij zich aan bij het leger, en bij zijn terugkeer in 1760 kon hij zijn draai niet meer vinden binnen zijn afgezonderde en bevooroordeelde familie. Toen in 1763 een vriend hem kwam opzoeken, bleek Jan te zijn gestorven. De vriend vond aanwijzingen dat Jan vermoord was door zijn familie, waarna de Martense’s gedwongen waren zich geheel af te zonderen van de buitenwereld.
Verder vindt de verteller een grote reeks ondergrondse gangen, waarlangs het wezen dat de streek teistert zich blijkbaar verplaatst. Bij een onderzoek door de tunnels komt hij oog in oog te staan met het wezen, maar kan ontkomen.

### IV. The Horror In The Eyes
De verteller ontdekt dat alle tunnels naar 1 punt binnen het landhuis leiden, en verstopt zich nabij de centrale ingang in de hoop eindelijk het wezen eens goed te zien. Het blijkt echter niet 1 wezen te zijn, maar een hele groep. Ze zijn klein van stuk en lijken op apen. De verteller slaagt erin om er een neer te schieten. Bij nadere inspectie blijkt het wezen heterochromie te hebben, een eigenschap waar de familie Martense ook om bekendstond. Deze wezens zijn in werkelijkheid de nakomelingen van de familie Martense, die als gevolg van vele generaties aan incest en isolatie van de buitenwereld zijn gedegenereerd tot hun huidige vorm.

## Achtergrond
Net als bij "Herbert West–Reanimator", dat eerder werd gepubliceerd in Home Brew, kreeg Lovecraft van redacteur George Julian Houtain expliciet de opdracht om van "The Lurking Fear" een vervolgverhaal te maken. Bij "The Lurking Fear" voorzag Houtain echter zelf elk nieuw deel van een korte samenvatting van de vorige delen, zodat Lovecraft dit keer niet dezelfde informatie steeds weer in zijn verhaal moest verwerken.

## Verfilmingen
"The Lurking Fear" is tweemaal verfilmd:
- In 1994 als The Lurking Fear.
- In 1997 als Hemoglobin.